# Elizabeth Clark
Annette Elizabeth Clark (Worcestershire, 14 de maio de 1875 — Winchester, 21 de abril de 1972) foi uma escritora inglesa.